# 諸星すみれ
諸星 すみれ（もろほし すみれ、1999年4月23日 - ）は、日本の声優、女優、歌手。劇団ひまわり所属。音楽レーベルはフライングドッグ。神奈川県足柄上郡大井町出身。

## 来歴
1999年、神奈川県生まれ。母親曰く右半身に麻痺を抱えて生まれたため、障害が残った場合も自力で名前を書けるよう、ひらがなで「すみれ」と名付けた。なお、麻痺は生後数か月で治った。
幼いころから音楽好きの家族に囲まれて育つ。3歳の時に劇団ひまわりに入団。『千と千尋の神隠し』のキャラクター・湯婆婆に憧れて芸能界に入ったという。
『HEROMAN』のベティ役に選ばれたのは、スタッフが『鋼の錬金術師』のニーナ役で諸星の声を知り「いつか一緒に仕事を」と思ったからだという。
2009年以後は声優業を軸として活動しているが、その後も女優としてテレビドラマや舞台でも活躍している。2012年にアニメ『アイカツ!』の星宮いちご役で主役を初めて担当。2019年10月30日にはテレビアニメ『本好きの下剋上 司書になるためには手段を選んでいられません』のオープニングテーマ「真っ白」を収録したミニアルバム『smile』でフライングドッグから歌手デビューした。
2022年3月、青山学院大学文学部比較芸術学科を卒業。

## 人物
姉が1人いる。特技は歌、資格は英語検定2級。

## 出演
太字はメインキャラクター。

### テレビアニメ
2006年
- RED GARDEN（キャリー）

2008年
- どーもくん（エスコ）

2009年
- 屍姫 玄（頭屋）
- エグザムライ（ソラ）
- クッキンアイドル アイ!マイ!まいん!（ゆきの）クッキンアイドル！アイ！マイ！まいん！
- 鋼の錬金術師 FULLMETAL ALCHEMIST（ニーナ・タッカー）

2010年
- 毎日かあさん（あみちゃん）
- RAINBOW-二舎六房の七人-（花）
- HEROMAN（ベティ）
- 会長はメイド様!（幼い美咲）
- 海月姫（クララ）

2011年
- スティッチ! 〜ずっと最高のトモダチ〜（リロの娘）
- 青の祓魔師（結衣）
- NO.6（莉莉）

2012年
- 遊☆戯☆王ZEXAL（ドッグちゃん）
- メタルファイト ベイブレード ZEROG（2012年 - 2013年、マル）
- 織田信奈の野望（姫巫女）
- アイカツ!シリーズ（2012年 - 2016年、星宮いちご、フェレッ太）
- お兄ちゃんだけど愛さえあれば関係ないよねっ（鷹ノ宮ありさ）

2013年
- GJ部（2013年 - 2014年、天使聖羅） - 2シリーズ
- やはり俺の青春ラブコメはまちがっている。（2013年 - 2015年、鶴見留美） - 2シリーズ

2014年
- ガイストクラッシャー（セリサ）
- ドラゴンコレクション（ユナ）
- 東京喰種トーキョーグール（2014年 - 2018年、笛口雛実） - 4シリーズ
- 異能バトルは日常系のなかで（高梨舞矢）
- ふうせんいぬティニー（ヘッジ）

2015年
- 蒼穹のファフナー EXODUS（日野美羽） - 2シリーズ
- ジュエルペット マジカルチェンジ（スミレ）
- プリパラ（2015年 - 2017年、ウサチャ） - 2シリーズ
- ハイキュー!! シリーズ（2015年 - 2020年、谷地仁花） - 4シリーズ

2016年
- FAIRY TAIL ZERØ（ミコ）
- アイカツスターズ!（2016年 - 2018年、如月ツバサ、星宮いちご） - 2シリーズ
- 文豪ストレイドッグス（2016年 - 2023年、泉鏡花） - 5シリーズ
- Fate/kaleid liner プリズマ☆イリヤ ドライ!!（エリカ・エインズワース）

2017年
- アイドルタイムプリパラ（2017年 - 2018年、ウサチャ）
- ハンドシェイカー（コヨリ / 芥川小代理）
- リトルウィッチアカデミア（アナベル）
- ガヴリールドロップアウト（ハニエル）
- 神撃のバハムート VIRGIN SOUL（ニーナ・ドランゴ）
- ボールルームへようこそ（赤城真子）
- 異世界食堂（シア）
- いぬやしき（渡辺しおん）

2018年
- 七つの大罪 シリーズ（2018年 - 2021年、ゲラード） - 3シリーズ
- 魔法使いの嫁（2018年 - 2023年、ステラ） - 2シリーズ
- おそ松さん（菊）
- 三ツ星カラーズ（女子高生）
- ポプテピピック（2018 - 2022年、ポプ子〈第8話Aパート / 再放送リミックス版2話Aパート〉、ヒロイン〈実写出演〉） - 3シリーズ
- ヴァイオレット・エヴァーガーデン（アン・マグノリア）
- アイカツフレンズ!（2018年 - 2019年、ココ） - 2シリーズ
- ポケットモンスター サン&ムーン（2018年 - 2019年、アセロラ）
- ポチっと発明 ピカちんキット（2018年 - 2020年、ピカボ）

2019年
- W'z《ウィズ》（コヨリ / 芥川小代理）
- 明治東亰恋伽（綾月芽衣）
- 約束のネバーランド（2019年 - 2021年、エマ） - 2シリーズ
- アイカツオンパレード!（2019年 - 2020年、星宮いちご、如月ツバサ、ココ、フェレッ太）
- 星合の空（竹ノ内杏）

2020年
- マギアレコード 魔法少女まどか☆マギカ外伝（2020年 - 2022年、柊ねむ） - 3シリーズ
- 恋する小惑星（七海悠）
- BNA ビー・エヌ・エー（影森みちる）
- ハクション大魔王2020（アクビ）
- プリンセスコネクト!Re:Dive（2020年 - 2022年、ミソギ） - 2シリーズ
- イエスタデイをうたって（江古田）
- ふしぎ駄菓子屋 銭天堂（宮木恵美）
- 池袋ウエストゲートパーク（クー・シュングイ）
- 100万の命の上に俺は立っている（2020年 - 2021年、ゲームマスター〈少女〉） - 2シリーズ

2021年
- アイカツプラネット!（ブライトサファイア）
- 文豪ストレイドッグス わん!（泉鏡花）
- バトルアスリーテス大運動会 ReSTART!（明星かなた）
- 湖池屋SDGs劇場 サスとテナ（2021年 - 2023年、初見サス） - 4シリーズ
- メガトン級ムサシ（2021年 - 2023年、霧島ジュン） - 2シリーズ
- ルパン三世 PART6（リリー）

2022年
- サザエさん（ぼっこちゃん）
- ポプテピピック 第2シリーズ（ヒロイン〈実写出演〉）
- それいけ!アンパンマン（2022年 - 2024年、ニコラちゃん〈初代〉、つららちゃん〈3代目〉）

2023年
- 火狩りの王（2023年 - 2024年、燐） - 2シリーズ
- 大雪海のカイナ（チル）
- スキップとローファー（ふみ）
- 君は放課後インソムニア（野々三奈）
- Fate/strange Fake（2023年 - 2025年、ティーネ・チェルク） - 2シリーズ
- 無職転生 II 〜異世界行ったら本気だす〜（2023年 - 2024年、ジュリエット） - 2シリーズ
- ミギとダリ（メトリー〈幼いミギ・ダリ〉）
- ビックリメン（ナナカ）
- ちいかわ（2023年 - 2024年、みどり / パジャマパーティーズ・みどり、グレーの子たち）

2024年
- ゆびさきと恋々（糸瀬雪）
- 外科医エリーゼ（ここな）
- 七つの大罪 黙示録の四騎士（少女、ギネヴィア） - 2シリーズ
- 最強タンクの迷宮攻略〜体力9999のレアスキル持ちタンク、勇者パーティーを追放される〜（フェア）
- VTuberなんだが配信切り忘れたら伝説になってた（神成シオン）
- 負けヒロインが多すぎる!（馬剃天愛星）

2025年
- アポカリプスホテル（ポン子）
- ある魔女が死ぬまで（メアリ）
- ぐらんぶる Season 2（北原栞、ゆうな）
- 雨と君と（橋上）

2026年
- レプリカだって、恋をする。（ナオ / 愛川素直）

### 劇場アニメ
2009年
- サマーウォーズ（陣内真緒）
- マイマイ新子と千年の魔法（タミちゃん）
- レイトン教授と永遠の歌姫（ミリーナ・ウィスラー〈7歳の少女〉）

2010年
- 昆虫物語 みつばちハッチ〜勇気のメロディ〜（ブランカ）
- 蒼穹のファフナー HEAVEN AND EARTH（日野美羽）

2011年
- とある飛空士への追憶（ファナ・デル・モラル幼少期）
- friends もののけ島のナキ（キク）

2013年
- 劇場版ポケットモンスター ベストウイッシュ 神速のゲノセクト ミュウツー覚醒（水ゲノセクト）
- 魔女っこ姉妹のヨヨとネネ（ヨヨ）

2014年
- アイカツ!（2014年 - 2023年、星宮いちご） - 4作品
- 聖闘士星矢 Legend of Sanctuary（沙織幼少期）

2015年
- 劇場版 PSYCHO-PASS サイコパス（ヨー）
- 劇場版 明治東亰恋伽 〜弦月の小夜曲〜（綾月芽衣）
- バケモノの子（チコ）

2016年
- 劇場版 アイカツスターズ!（如月ツバサ）
- 風の又三郎（カスケ）

2017年
- 劇場版 Fate/kaleid liner プリズマ☆イリヤ（2017年 - 2021年、エリカ・エインズワース） - 2作品

2018年
- 文豪ストレイドッグス DEAD APPLE（泉鏡花）

2019年
- PSYCHO-PASS サイコパス Sinners of the System Case.3「恩讐の彼方に＿＿」（テンジン・ワンチュク）

2020年
- 劇場版 七つの大罪 光に呪われし者たち（ゲラード）
- 劇場版ヴァイオレット・エヴァーガーデン（デイジー・マグノリア）
- 映画 えんとつ町のプペル（レベッカ）

2021年
- 劇場版 美少女戦士セーラームーンEternal（パラパラ / セーラーパラス） - 前後編
- サイダーのように言葉が湧き上がる（マリ）
- EUREKA/交響詩篇エウレカセブン ハイエボリューション（ラ・ラ・ランド）

2023年
- 劇場版 美少女戦士セーラームーンCosmos（セーラーパラス）
- 大雪海のカイナ ほしのけんじゃ（チル）
- 北極百貨店のコンシェルジュさん（ネコ）

2024年
- 劇場版ハイキュー!! ゴミ捨て場の決戦（谷地仁花）
- 劇場版 イナズマイレブン 新たなる英雄たちの序章（星村ナオ）

### OVA
2000年代
- FINAL FANTASY VII ADVENT CHILDREN COMPLETE（2009年、マリン・ウォーレス）

2010年代
- 青の祓魔師 番外編（2012年、結衣）
- 今際の国のアリス（2014年、ゲーム音声） - コミックス第12・13・14巻DVD付き限定版
- コードギアス 亡国のアキト（2015年、レイラ〈幼少時代〉）
- ハイキュー!!（2016年、谷地仁花） - コミックス第21巻限定版
- Fate/kaleid liner Prisma☆Illya プリズマ☆ファンタズム（2019年、エリカ・エインズワース）
- 蒼穹のファフナー THE BEYOND（2019年 - 2021年、日野美羽）

2023年
- 蒼穹のファフナー BEHIND THE LINE（日野美羽）

### Webアニメ
- ULTRAMAN（2019年 - 2023年、佐山レナ[91]） - 3シリーズ[一覧 25]
- ベイブレードバースト ガチ（2019年 - 2020年、グウィン・ロニー）
- アイカツオンパレード！ドリームストーリー（2020年、星宮いちご[92]）
- 攻殻機動隊 SAC_2045（2020年、ユズ）
- ヘタリア World★Stars（2021年、チェコ[93]）
- 劇場版 Fate/kaleid liner プリズマ☆イリヤ Licht 名前の無い少女 スペシャルミニアニメ（2021年、エリカ・エインズワース）
- Pokémon Evolutions（2021年、コモモ）
- トニカクカワイイ 女子高編（2023年、伊坂先生）
- ネガティヴハッピィ（2024年、マナカ / 友永愛佳[94][95]）

### ゲーム
2010年
- キングダム ハーツ バース バイ スリープ（カイリ〈幼少期〉）

2011年
- ファイナルファンタジー零式（モーグリ）
- ファイナルファンタジーXIII-2（モーグリ）

2012年
- アイカツ! シンデレラレッスン（星宮いちご）
- Kinect ラッシュ: ディズニー/ピクサー アドベンチャー（ボニー）

2013年
- アイカツ! 2人のmy princess（星宮いちご）
- ガイストクラッシャー（セリサ）
- やはりゲームでも俺の青春ラブコメはまちがっている。（鶴見留美）
- ライトニング リターンズ ファイナルファンタジーXIII（モーグリ）

2014年
- アイカツ! 365日のアイドルデイズ（星宮いちご）
- シアトリズム ファイナルファンタジー カーテンコール（モーグリ）
- 82Hブロッサム（辺見絵麻）
- 桃色大戦ぱいろん＋ / 生（夢魔、神山マリン） - 2作品

2015年
- アイカツ! My No.1 Stage!（星宮いちご）
- グランブルーファンタジー（2015年 - 2023年、リルル、ウーナ / メルキオール、ニーナ・ドランゴ）
- 幻影異聞録♯FE（チキ）
- 白猫プロジェクト（コヨミ・ホーリィ、メロディア）
- プリンセスコネクト!（穂高みそぎ）
- リリーと魔神の物語（ナナリー）

2016年
- アイカツスターズ! Myスペシャルアピール（如月ツバサ）
- アイカツ! フォトonステージ!!（星宮いちご、如月ツバサ）
- アリスオーダー（芹沢ハナ）
- クイズRPG 魔法使いと黒猫のウィズ（2016年 - 2023年、コヨミ・ホーリィ、ケイトリン・ケイ、プシプシ・ニボル、シューラ・リィハ）
- 討鬼伝2（かぐや）
- ハイキュー!! Cross team match!（谷地仁花）
- Red Queen（キャロル）
- ワールド オブ ファイナルファンタジー（モーグリ）

2017年
- バイオハザード7 レジデントイービル（エヴリン〈少女〉）
- ファイアーエムブレム ヒーローズ（2017年 - 2025年、チキ）
- League of Legends（ゾーイ）
- オルタンシア・サーガ -蒼の騎士団-（ジャクリーン）
- ファイアーエムブレム無双（チキ）
- いただきストリート ドラゴンクエスト&ファイナルファンタジー 30th ANNIVERSARY（モーグリ）
- .hack//G.U. Last Recode（クサビラ）
- 文豪ストレイドッグス 迷ヰ犬怪奇譚（泉鏡花）
- ディシディア ファイナルファンタジー オペラオムニア（モグ）

2018年
- 御城プロジェクト：RE〜CASTLE DEFENSE〜（鬼ノ城、ヴェルサイユ宮殿、新高山城）
- プリンセスコネクト！Re:Dive（2018年 - 2024年、ミソギ / 穂高みそぎ）
- マギアレコード 魔法少女まどか☆マギカ外伝（2018年 - 2022年、柊ねむ）
- レイヤードストーリーズ ゼロ（グレーテル）
- ファンタジーライフ オンライン
- 英語とクイズのココロセカイ（ピノ）
- パズル&ドラゴンズ（コットン、ミル、リューネ、シルヴィ）
- クロノマギア（ミル）
- CRYSTAR -クライスタ-（777）

2019年
- ドラガリアロスト（ララノア、チキ）
- 最果てのバベル（ポッケ）

2020年
- 聖剣伝説3 TRIALS of MANA（シャルロット）
- ULTRAMAN:BE ULTRA（佐山レナ）
- キングダム ハーツ メロディ オブ メモリー（カイリ〈幼少期〉）
- アイカツプラネット!（ブライトサファイア）

2021年
- セブンズストーリー（ミソギ）
- 世界革命RPG ロードオブヒーローズ（ミュー）
- Re:ステージ!プリズムステップ（明星かなた）
- バイオハザード ヴィレッジ（エヴリン）
- ルーンファクトリー5（ルドミラ）
- ファンタシースターオンライン2 ニュージェネシス（アイナ）
- Caligula2（編木ささら）
- メガトン級ムサシ（霧島ジュン）

2022年
- 白き鋼鉄のX2（ヌル）
- ワールドフリッパー（ミソギ）
- プリコネ！グランドマスターズ（ミソギ）
- ユグドラ・レゾナンス（エリカ）
- 聖剣伝説 ECHOES of MANA（シャルロット）
- 鋼の錬金術師 MOBILE（ニーナ・タッカー）
- 勝利の女神：NIKKE（ユニ）
- 熱血硬派くにおくん外伝 リバーシティガールズ2（キョウコ）

2023年
- ファイアーエムブレム エンゲージ（チキ）
- デュエル・マスターズ プレイス（ポプ子）
- ライザのアトリエ3 〜終わりの錬金術士と秘密の鍵〜（フェデリーカ・ランベルティ）
- 共闘ことばRPG コトダマン（泉鏡花）
- 崩壊:スターレイル（ペラ）

2024年
- ファイナルファンタジーVII リバース
- 東方スペルカーニバル（古明地こいし）
- モンスターストライク（笛口雛実）
- あんさんぶるスターズ!! Music / Basic（朔間凛月〈幼少期〉） - 2作品
- SILENT HILL 2（ローラ）
- メタファー：リファンタジオ（ガリカ）
- カルドアンシェル（ヌル）

2025年
- ポケモンマスターズEX（アオイ）
- Fate/Grand Order（リリス、リリン）
- 魔法少女まどか☆マギカ Magia Exedra（柊ねむ）

2026年
- デカポリス（マニマニー・マノア）

### ドラマCD
- 劇場版 アイカツ! 録り下ろしオリジナルドラマCD（2015年、星宮いちご）
- アイカツ！ミュージックアワード 録り下ろしオリジナルドラマCD（2016年、星宮いちご）
- アイカツ! ねらわれた魔法のアイカツ!カード オリジナルドラマCD（2017年、星宮いちご）
- 劇場版 アイカツスターズ! オリジナルドラマCD（2017年、如月ツバサ）
- TVアニメ/データカードダス『アイカツ!』&『アイカツスターズ!』スペシャルドラマCD（2018年、星宮いちご、如月ツバサ）

### 吹き替え

#### 映画
- ナニー・マクフィーの魔法のステッキ（2006年、アギー・ブラウン〈ヘーベ&ジニア・バーンズ〉）
- スパイダーマン3（2006年）
- トランスフォーマー（2007年、小さな女の子）
- 落下の王国（2008年、アレクサンドリア）
- 2012（2009年、リリー・カーティス〈モーガン・リリー〉）
- マイ・ブラザー（2009年、イザベル・ケイヒル 〈ベイリー・マディソン〉）
- ベッドタイム・ストーリー（2009年、ボビー〈ローラ・アン・ケスリング〉）
- ベンジャミン・バトン 数奇な人生（2009年、6歳の時のデイジー〈エル・ファニング〉）
- オールド・ドッグ（2010年、エミリー・グリア〈エラ・ブルー・トラボルタ〉）
- キャプテン・アメリカ/ザ・ファースト・アベンジャー（2011年、少女）
- サウンド・オブ・ミュージック（2011年、マルタ〈デビー・ターナー〉）※テレビ東京版
- スパイキッズ4D:ワールドタイム・ミッション（2011年、レベッカ・ウィルソン〈ローワン・ブランチャード〉）
- ハリー・ポッターと死の秘宝 PART2（2011年、幼少期のペチュニア・ダーズリー〈アリエラ・パラダイス〉）
- ダーク・シャドウ（2012年、10歳のヴィッキー）
- パーシー・ジャクソンとオリンポスの神々/魔の海（2013年、若いタレイア）
- インターステラー（2014年、10歳のマーフ〈マッケンジー・フォイ〉）
- 65/シックスティ・ファイブ（2023年、コア〈アリアナ・グリーンブラット〉[147]）
- ビーニー・バブル（2023年、マレン〈デラニー・クイン〉）
- イノセンツ（2023年、イーダ〈ラーケル・レノーラ・フレットゥム〉[148]）

#### ドラマ
- WITHOUT A TRACE/FBI 失踪者を追え!3 #7（2007年、サマンサ〈幼少期〉）
- ギルモア・ガールズ #134（2007年、シャーロット・コートライト）
- 製パン王 キム・タック（2010年、ジャンギョン〈幼少期〉）
- ハーパーズ・アイランド 惨劇の島（英語版）（2010年、アビー・ミルズ〈幼少期〉）
- ダークエイジ・ロマン 大聖堂（2011年）
- ジャイアント（2012年、ミジュ〈幼少期〉）
- ABUアジア子どもドラマシリーズ 第9回（2013年、ウジン、サラ）

#### アニメ
- リロイ・アンド・スティッチ（2007年、リロ）
- バンビ2 森のプリンス（2006年、とんすけの妹）
- サーフズ・アップ（2007年、ケイト）
- モンスター・ハウス（2007年、女の子）
- Disney's クリスマス・キャロル（2009年、ベル）
- ガフールの伝説（2010年、エグランタイン〈アドリエンヌ・デファリア〉）
- トイ・ストーリー3（2010年、ボニー・アンダーソン）
- プリンセスと魔法のキス（2010年、シャーロット〈幼少期〉）
- 塔の上のラプンツェル（2011年、ラプンツェル〈幼少期〉）
- ハワイアン・バケーション（2011年、ボニー・アンダーソン）
- ニセものバズがやって来た（2012年、ボニー・アンダーソン）
- レックスはお風呂の王様（2012年、ボニー・アンダーソン、クドルス）
- シュガー・ラッシュ（2013年、ヴァネロペ）
- クルードさんちのはじめての冒険（2013年、サンディ・クルード）
- アナと雪の女王（2014年、アナ〈少女期〉）
- ポンポン ポロロ  (2015年、ポロロ）
- シュガー・ラッシュ:オンライン（2018年、ヴァネロペ[149]）
- おうこくのめいたんてい ミラ（2020年、ミラ）
- アドベンチャー・タイム 遥か遠い世界で（2021年、ワイファイブ[150]）
- ワンス・アポン・ア・スタジオ -100年の思い出-（2023年、ヴァネロペ）
- ウィッシュ（2023年）[151]
- アイドルプリンセス★ロリロック （2024年、アリアナ[152]）

### テレビドラマ
- 愛の劇場 ほーむめーかー 第21-25回（2004年5月24日-28日、TBS） - 森下朋実 役
- 連続テレビ小説 天花 第22週（2004年8月23日-25日、NHK）
- ハチロー〜母の詩、父の詩〜 第3回（2005年2月7日、NHK） - 佐藤鳩子 役
- 火曜サスペンス劇場 緊急救命病院3（2005年7月12日、日本テレビ） - 有村沙紀 役
- どんまい! 第21-24回（2005年12月19日 - 24日、NHK） - 並川真太郎の娘 役
- 松本清張生誕100年特別企画・疑惑（2009年1月24日、テレビ朝日） - 佐原鶴子 役
- 居酒屋もへじシリーズ（TBS） - 米本さやか 役
  - 居酒屋もへじ（2011年9月25日）
  - 居酒屋もへじ2（2013年8月5日）
  - 居酒屋もへじ3（2014年8月4日）
  - 居酒屋もへじ4（2015年6月8日）
  - 居酒屋もへじ5（2016年6月27日）
  - 居酒屋もへじ6（2017年8月28日）
- 土曜ワイド劇場 再捜査刑事・片岡悠介3（2012年3月24日、テレビ朝日） - 藤原瑠璃子 役
- 爆上戦隊ブンブンジャー（2024年3月3日 - 2025年2月9日） - ヤイヤイ・ヤルカー 役（声の出演） / クルマジュウグルマー 役（声の出演）[153]
- アンチヒーロー 第4話・第5話（2024年5月5日・12日、TBS） - 遠藤香澄 役[154][155]

### デジタルコミック
- VOMIC ロザリオとバンパイア（仙童紫）

### CM
- ミスタードーナツ
- 不二家（CMソング 歌唱）
- 本山製作所100周年記念CM「未来につなぐ」篇（2024年、主人公〈少年時代〉[156]）

### 舞台
- おしん - おしん（幼少期） 役[1]
- call me Hero! 〜ヒーローと呼んで - 幼女ひろえ 役
- 羽衣伝説 - イヨ 役
- ドリームス オブ 東京ディズニーリゾート25th アニバーサリーイヤー ハイライトぎっしり編
- 花嫁 - 片倉洋子 役
- ぜんぶ☆きく、ベートーヴェン！ 〜キミにとどく9つのゆうき〜 - 少年ベートーヴェン 役

### 玩具
- 爆上戦隊ブンブンジャー DXブンブンキラーロボ&DXブンブンデンジャーセット（2024年10月28日）

### その他コンテンツ
- ラジオドラマ FMシアター 晩年の弟子（2007年12月15日、NHK-FM） - 女の子 役
- ベストタイム 再現VTR
- チャッピーとエミの大冒険・サラブレッドの始祖を求めて…（JRA東京競馬場内3D映像） - チャッピー 役
- 天才てれびくん（2012年1月31日、NHK教育テレビ） - ナレーター
- 東京ディズニーランド - アリス 役
- 東京ディズニーランド「ジュビレーション!」 - リロ 役
- 劇場版アイカツ! 大スター宮いちごまつり前夜祭!!（2014年11月24日、テレビ東京） - 星宮いちご 役
- Webラジオ午後はいちいちいちご気分！出張版（2014年12月19日 - 2015年1月16日、Pizza Hut×アイカツ！特設サイト） - 星宮いちご 役
- イオンファンタジーwebアニメ「ラララ ララちゃん」 -ララ 役
- 劇場版アイカツスターズ！公開記念特別番組（2016年8月11日、テレビ東京） - 星宮いちご 役
- 映画 夏の家族 - マユ 役（声の出演）
- アイカツ！シリーズ5周年特別番組「みんなのアイカツ！〜星のあかりでゆめを見て」
- ボイスドラマ 私の愛した花の名は - 苺 役
- ハニトーカフェ秋葉原店 店内放送 - ミソギ 役[157]
- スマスロ マギアレコード 魔法少女まどか☆マギカ外伝（2025年、柊ねむ）
- e マギアレコード 魔法少女まどか☆マギカ外伝（2025年、柊ねむ）

## ディスコグラフィ

### シングル
|            | 発売日        | タイトル   | 規格品番 | 規格品番   | 規格品番   | オリコン 最高位 |
| 初回限定盤 | 発売日        | タイトル   | 通常盤   | アニメ盤   |            | オリコン 最高位 |
| ---------- | ------------- | ---------- | -------- | ---------- | ---------- | --------------- |
| 1st        | 2020年4月29日 | つむじかぜ | VTZL-171 | VTCL-35320 |            | 31位            |
| 2nd        | 2023年2月1日  | 叶える     | VTZL-223 | VTCL-35356 | VTCL-35357 | 35位            |

### ミニアルバム
|            | 発売日         | タイトル | 規格品番 | 規格品番   | オリコン 最高位 |
| 初回限定盤 | 発売日         | タイトル | 通常盤   |            | オリコン 最高位 |
| ---------- | -------------- | -------- | -------- | ---------- | --------------- |
| 1st        | 2019年10月30日 | smile    | VTZL-170 | VTCL-60510 | 28位            |

### タイアップ曲
| 楽曲       | タイアップ                                                                                  | 時期   |
| ---------- | ------------------------------------------------------------------------------------------- | ------ |
| 真っ白     | テレビアニメ『本好きの下剋上 司書になるためには手段を選んでいられません』オープニングテーマ | 2019年 |
| つむじかぜ | テレビアニメ『本好きの下剋上 司書になるためには手段を選んでいられません』オープニングテーマ | 2020年 |
| 叶える     | テレビアニメ『シュガーアップル・フェアリーテイル』エンディングテーマ                        | 2023年 |

### キャラクターソング
| 発売日         | タイトル                                                                          | 歌                                                                                         | 楽曲                                                 | 備考                                                                           |
| -------------- | --------------------------------------------------------------------------------- | ------------------------------------------------------------------------------------------ | ---------------------------------------------------- | ------------------------------------------------------------------------------ |
| 2014年8月20日  | ドラゴンコレクション ガッツ！サウンドトラックス！                                 | ユナ（諸星すみれ）                                                                         | 「ユナユナデイドリーム」                             | テレビアニメ『ドラゴンコレクション』挿入歌                                     |
| 2015年12月30日 | 蒼穹のファフナー EXODUS キャラクターソングアルバム                                | 日野美羽（諸星すみれ）、エメリー・アーモンド（佐々木りお）                                 | 「Sincerely」                                        | テレビアニメ『蒼穹のファフナー EXODUS』関連曲                                  |
| 2016年2月10日  | 幻影異聞録#FE ボーカルコレクション                                                | TIKi（諸星すみれ）                                                                         | 「Beastie Game」 「幻じゃない世界」                  | ゲーム『幻影異聞録♯FE』関連曲                                                  |
| 2016年2月10日  | 幻影異聞録#FE ボーカルコレクション                                                | 蒼井樹&FORTUNA ALL STARS                                                                   | 「ファイアーエムブレム〜光の戯曲〜」 「Smile Smile」 | ゲーム『幻影異聞録♯FE』関連曲                                                  |
| 2017年7月26日  | ハンドシェイカー キャラクターソングス                                             | タヅナ（斉藤壮馬）×コヨリ（諸星すみれ）                                                    | 「CONNECT>>FUTURE」                                  | テレビアニメ『ハンドシェイカー』関連曲                                         |
| 2017年12月6日  | ボールルームへようこそ キャラクターソング集                                       | 赤城真子（諸星すみれ）                                                                     | 「Flower's monologue」                               | テレビアニメ『ボールルームへようこそ』関連曲                                   |
| 2018年6月23日  | 魔法使いと黒猫のウィズ 5th Anniversary Original Soundtrack                        | ラディウス（加藤和樹）、シューラ（諸星すみれ）                                             | 「Razor-Will」                                       | ゲーム『クイズRPG 魔法使いと黒猫のウィズ』関連曲                               |
| 2018年9月26日  | プリンセスコネクト！Re:Dive PRICONNE CHARACTER SONG 05                            | ミミ（日高里菜）、ミソギ（諸星すみれ）、キョウカ（小倉唯）                                 | 「リトルアドベンチャー」                             | ゲーム『プリンセスコネクト！Re:Dive』挿入歌                                    |
| 2019年3月27日  | アイカツフレンズ！の音楽!!01                                                      | ココ（諸星すみれ）                                                                         | 「いっしょにA・I・K・A・T・S・U!」                   | テレビアニメ『アイカツフレンズ！』挿入歌                                       |
| 2019年4月24日  | 明治東亰恋伽 サウンドトラック                                                     | 綾月芽衣（諸星すみれ）                                                                     | 「星屑の詠み人」                                     | テレビアニメ『明治東亰恋伽』エンディングテーマ                                 |
| 2019年5月31日  | 魔法使いと黒猫のウィズ 6th Anniversary Original Soundtrack                        | ラディウス（加藤和樹）、シューラ（諸星すみれ）                                             | 「Fang-O'-Blazer」                                   | ゲーム『クイズRPG 魔法使いと黒猫のウィズ』関連曲                               |
| 2019年12月25日 | プリンセスコネクト！Re:Dive PRICONNE CHARACTER SONG 12                            | ミミ（日高里菜）、キョウカ（小倉唯）、ミソギ（諸星すみれ）                                 | 「トリックホリック」                                 | ゲーム『プリンセスコネクト！Re:Dive』挿入歌                                    |
| 2020年6月24日  | BNA ビー・エヌ・エー Complete album                                               | 影森みちる（諸星すみれ）                                                                   | 「Ready to」                                         | テレビアニメ『BNA ビー・エヌ・エー』オープニングテーマ                         |
| 2020年7月8日   | TVアニメ『ULTRAMAN』オリジナルサウンドトラック                                    | 佐山レナ（諸星すみれ）                                                                     | 「星の欠片」                                         | テレビアニメ『ULTRAMAN』挿入歌                                                 |
| 2021年2月10日  | 劇場版「美少女戦士セーラームーンEternal」 キャラクターソング集 Eternal Collection | セレセレ（上田麗奈）、パラパラ（諸星すみれ）、ジュンジュン（原優子）、ベスベス（高橋李依） | 「Welcome to the circus」                            | 劇場アニメ『劇場版 美少女戦士セーラームーンEternal』関連曲                     |
| 2021年8月25日  | バトルアスリーテス大運動会 ReSTART! -いつか伝説になる予定の話-                    | 明星かなた（諸星すみれ）                                                                   | 「Tsubasa」                                          | テレビアニメ『バトルアスリーテス大運動会 ReSTART!』挿入歌                      |
| 2021年11月17日 | 走れ！「バトルアスリーテス大運動会 ReSTART!」究極のキャラソンアルバム             | 明星かなた（諸星すみれ）                                                                   | 「One for all All for one」                          | テレビアニメ『バトルアスリーテス大運動会 ReSTART!』関連曲                      |
| 2022年9月28日  | プリンセスコネクト！Re:Dive PRICONNE CHARACTER SONG 29                            | キョウカ（小倉唯）、ミソギ（諸星すみれ）、ミミ（日高里菜）                                 | 「わくわくSUMMER TIME！」                            | ゲーム『プリンセスコネクト！Re:Dive』挿入歌                                    |
| 2022年9月28日  | プリンセスコネクト！Re:Dive PRICONNE CHARACTER SONG 29                            | ミソギ（諸星すみれ）                                                                       | 「わくわくSUMMER TIME！」                            | ゲーム『プリンセスコネクト！Re:Dive』関連曲                                    |
| 2023年10月25日 | メメントモリ Lament Collection Vol.1                                              | シフォン（諸星すみれ）                                                                     | 「なくしもの」                                       | ゲーム『メメントモリ』キャラクター専用曲                                       |
| 2024年2月23日  | パジャマパーティーズのうた                                                        | パジャマパーティーズ                                                                       | 「パジャマパーティーズのうた」                       | テレビアニメ『ちいかわ』エンディングテーマ                                     |
| 2024年7月29日  | ライブスタート                                                                    | Live-ON CAST                                                                               | 「ライブスタート」                                   | テレビアニメ『VTuberなんだが配信切り忘れたら伝説になってた』エンディングテーマ |
| 2024年12月25日 | VTuberなんだが配信切り忘れたら伝説になってた Blu-ray&DVD Vol.2                    | 神成シオン（諸星すみれ）、宇月聖（小林ゆう）                                               | 「ふたつの星」                                       | テレビアニメ『VTuberなんだが配信切り忘れたら伝説になってた』エンディングテーマ |

### その他参加作品
| 発売日        | 商品名               | 歌         | 楽曲                     | 備考                                                   |
| ------------- | -------------------- | ---------- | ------------------------ | ------------------------------------------------------ |
| 2015年9月16日 | ふうせんいぬティニー | 諸星すみれ | 「ふうせんいぬティニー」 | テレビアニメ『ふうせんいぬティニー』オープニングテーマ |